# چارلز هاسکینسون
چارلز هاسکینسون (به انگلیسی: Charles Hoskinson؛ زادهٔ ۵ نوامبر ۱۹۸۷) بنیانگذار کاردانو و یکی از بنیانگذاران اصلی اتریوم است. اتریوم و کاردانو هر دو پلتفرم بلاک چین هستند.

## زندگی و حرفه
چارلز هاسکینسون بعد از گذراندن دوران دبیرستان در دانشگاه ایالتی متروپولیتن دنور و دانشگاه کلورادو بولدر حضور یافت و در آنجا به مطالعهٔ نظریهٔ تحلیلی اعداد پرداخت اما قبل از گرفتن مدرک دکترا دانشگاه را ترک کرد.
در سال ۲۰۱۳، هاسکینسون برای راه اندازی یک مدرسه آنلاین برای پروژه آموزش بیت کوین، از کار مشاوره خود صرف نظر کرد.

### اتریوم
هاسکینسون در پروژه آموزش بیت کوین، ویتالیک بوترین بنیانگذار اتریوم را ملاقات کرد؛ او در اواخر سال ۲۰۱۳ به تیم بنیانگذاران اتریوم (هشت بنیانگذار اصلی) پیوست. در ژوئن ۲۰۱۴ پس از اختلاف بر سر این که آیا این پروژه باید با ساختار حکمرانی رسمی باشد (نظر هاسکینسون) یا یک سازمان غیرمتمرکز (نظر بوترین)، هاسکینسون پروژهٔ اتریوم را ترک کرد.

### کاردانو
در سپتامبر ۲۰۱۷، چارلز هاسکینسون بلاک‌چین کاردانو را به جامعه ارز دیجیتال معرفی کرد. هدف وی از ایجاد این بلاک‌چین جدید، ساخت یک پروژه نسل سوم از بلاک‌چین بود که بر پایه فناوری پیشگام بیت‌کوین (نسل اول) و اتریوم (نسل دوم) ساخته شده است.
در مارس ۲۰۲۱، کاردانو اعلام کرد که کاربران می‌توانند روی شبکه بلاک‌چین کاردانو، ارزهای دیجیتال خود را ایجاد کنند، مشابه ارزهای دیجیتالی که روی اتریوم ایجاد می‌شوند. همچنین، توسعه‌دهندگان و کاربران می‌توانند توکن‌های غیر قابل معامله (NFT) و یا استیبل کوین‌های خود را روی کاردانو ایجاد کنند.
بلاک‌چین کاردانو، به همان اندازه که بسیاری از بلاک‌چین‌های دیگر، با هدف افزایش مقیاس‌پذیری و کاهش مصرف به وجود آمده است.